# Ritterklub VSV Jette
Ritterklub VSV Jette is een Belgische voetbalclub uit de gemeente Jette in het Brussels Hoofdstedelijk Gewest. De in 1956 opgerichte club is aangesloten bij de KBVB met stamnummer 8104 en heeft geel en lichtrood als kleuren.
De club werkt haar thuiswedstrijden af op de terreinen van het complex Heymbosch aan de Jean Joseph Crocqlaan, recht tegenover het Universitair Kinderziekenhuis Koningin Fabiola. Ritterklub Jette kenmerkt zichzelf als "dé Vlaamse club in Brussel" en is al jaren een vaste waarde in Derde Provinciale van Brabant VV.

## Resultaten
Onderstaande tabel bevat de resultaten vanaf het seizoen 2017/18.
| Seizoen | Klasse | Klasse | Klasse | Klasse | Klasse | Klasse | Klasse | Klasse | Klasse | Reeks                                   | Punten                                  | Opmerkingen                                          |
|         | 1A     | 1B     | 1Am    | 2Am    | 3Am    | P.I    | P.II   | P.III  | P.IV   |                                         |                                         |                                                      |
| ------- | ------ | ------ | ------ | ------ | ------ | ------ | ------ | ------ | ------ | --------------------------------------- | --------------------------------------- | ---------------------------------------------------- |
| 2017/18 |        |        |        |        |        |        |        | 6      |        | 3e Prov. D Brab.                        | 47                                      |                                                      |
| 2018/19 |        |        |        |        |        |        |        | 11     |        | 3e Prov. D Brab.                        | 34                                      |                                                      |
|         | 1A     | 1B     | 1Nat   | 2Afd   | 3Afd   | P.I    | P.II   | P.III  | P.IV   | Naamswijziging nationale amateurreeksen | Naamswijziging nationale amateurreeksen | Naamswijziging nationale amateurreeksen              |
| 2019/20 |        |        |        |        |        |        |        | 9      |        | 3e Prov. D Brab.                        | 36                                      | Seizoen na speeldag 27 stopgezet door coronapandemie |
| 2020/21 |        |        |        |        |        |        |        | –      |        | 3e Prov. D Brab.                        | –                                       | Seizoen na speeldag 5 stopgezet door coronapandemie  |
| 2021/22 |        |        |        |        |        |        |        | 7      |        | 3e Prov. D Brab.                        | 41                                      |                                                      |
| 2022/23 |        |        |        |        |        |        |        | 10     |        | 3e Prov. B Brab.                        | 35                                      |                                                      |
| 2023/24 |        |        |        |        |        |        |        | 5      |        | 3e Prov. B Brab.                        | 47                                      |                                                      |
| 2024/25 |        |        |        |        |        |        |        | 12     |        | 3e Prov. B Brab.                        | 29                                      |                                                      |
| 2025/26 |        |        |        |        |        |        |        |        |        | 3e Prov. A Brab.                        |                                         |                                                      |